# Drymophloeus subdistichus
Drymophloeus subdistichus är en enhjärtbladig växtart som först beskrevs av Harold Emery Moore, och fick sitt nu gällande namn av Harold Emery Moore. Drymophloeus subdistichus ingår i släktet Drymophloeus och familjen Arecaceae. IUCN kategoriserar arten globalt som otillräckligt studerad. Inga underarter finns listade i Catalogue of Life.